# Mislođin
Mislođin es un pueblo ubicado en el municipio de Obrenovac, en Belgrado, Serbia.

## Superficie
Posee una superficie de 12,50 kilómetros cuadrados.

## Demografía
Hasta 2022 la población era de 2302 habitantes, con una densidad de población de 184,2 habitantes por kilómetro cuadrado.